# مگومی اوراوا
مگومی اوراوا (انگلیسی: Megumi Urawa; ۳۰ نوامبر ۱۹۶۵ ‏(۵۹ سال) – ) صداپیشه اهل ژاپن بود. وی از سال ۱۹۸۷ میلادی تاکنون مشغول فعالیت بوده‌است.